# Another Ticket
《Another Ticket》은 1981년 2월 17일, 영국의 싱어송라이터 에릭 클랩튼의 일곱 번째 스튜디오 음반이다. 톰 다우드가 알버트 리와 함께 바하마 나소의 컴퍼스 포인트 스튜디오에서 녹음 및 제작한 이 음반은 클랩튼의 RSO 레코드 마지막 음반이었다. 이 음반은 중간 정도의 평을 받았고 영국 차트에서 18위로 정점을 찍은 중간 정도의 상업적 성공을 달성했다.

## 발매
이 음반은 폴리도르 레코드를 위한 그의 마지막 음반이었다. 《Another Ticket》은 바하마 나소의 컴퍼스 포인트 스튜디오에서 녹음되었으며, 동료 기타리스트와 컨트리 전설인 알버트 리가 참여한다. 이 음반은 원래 음악 카세트와 함께 축음기 음반으로 발매되었다. 1990년에 이 음반은 콤팩트 디스크 포맷으로 발매되었고 1996년에 디지털 음악 다운로드가 가능하게 되었다.

## 반응
《올뮤직》에 대한 회고적 리뷰에서 윌리엄 뤼만은 이 음반이 "불행", "너무 초라하지 않다"고 느끼고 있으며, "멋진 클랩튼"은 아니었지만, 그것보다 더 많은 주목을 받았어야 했다고 생각한다. 《롤링 스톤》 저널리스트 존 피커렐라는 "살인에 관한 것이다. 한 예술가가 종종 야옹하고 있다고 비난하듯이, 에릭 클랩튼은 진실되고 매우 비극적인 블루스 감성으로 매우 인기 있는 음악을 만드는 데 성공했다. 그는 심장과 차트 모두를 같은 방식으로 연설한다. 바로 총알로 말이다."

## 곡 목록
| #  | 제목                    | 작사·작곡              | 재생 시간 |
| -- | ----------------------- | ---------------------- | --------- |
| 1. | 〈Something Special〉   | 에릭 클랩튼            | 2:36      |
| 2. | 〈Black Rose〉          | 트로이 실즈, 에디 세터 | 3:44      |
| 3. | 〈Blow Wind Blow〉      | 머디 워터스            | 2:58      |
| 4. | 〈Another Ticket〉      | 클랩튼                 | 5:43      |
| 5. | 〈I Can't Stand It〉    | 클랩튼                 | 4:07      |
| 6. | 〈Hold Me Lord〉        | 클랩튼                 | 3:27      |
| 7. | 〈Floating Bridge〉     | 슬리피 존 에스테스     | 6:32      |
| 8. | 〈Catch Me If You Can〉 | 게리 브루커, 클랩튼    | 4:24      |
| 9. | 〈Rita Mae〉            | 클랩튼                 | 5:03      |

## 인증
| 국가                       | 인증 | 판매량/출하량 |
| -------------------------- | ---- | ------------- |
| 캐나다 (뮤직 캐나다)       | 골드 | 50,000^       |
| 미국 (RIAA)                | 골드 | 500,000^      |
| ^출하량을 기반으로 한 인증 |      |               |